# كلية سان جورج (القدس)
كلية سانت جورج في القدس (SGCJ) هي مركز للتعليم المستمر للطائفة الأنجليكانية. وهي وكالة تابعة لأبرشية القدس الأسقفية، مع إرسالية إلى الكنيسة المحلية داخل الأبرشية، وإلى الكنيسة الأنجليكانية الأوسع في الشرق الأوسط، وإلى الطائفة الأنجليكانية العالمية. عميد كلية سانت جورج هو كانون ريتشارد سيويل.

## تاريخ
تأسست الكلية كمعهد لاهوتي للإكليريكيين الفلسطينيين. عندما أصبح جورج فرانسيس بوبهام بليث، وهو رجل دين في كنيسة إنجلترا متعاطف مع الكنيسة الأنجليكانية العليا، أسقفًا للأبرشية في عام 1887، وجد نفسه بعيدًا عن الجمعيات الإنجيلية التي كانت تعمل في القدس في ذلك الوقت؛ جمعية إرسالية الكنيسة وجمعية اليهود في لندن. لذلك، قام بتأسيس رسالته الخاصة في القدس والشرق، واشترى أرضًا خارج البلدة القديمة، وجمع الأموال لبناء كنيسة القديس جاورجيوس الجماعية (والتي أصبحت اليوم كاتدرائية الأبرشية)، وكلية القديس جاورجيوس أيضًا.
في عام 1962، وسعت مهمتها لتشمل تثقيف رجال الدين والعلمانيين من أجزاء أخرى من العالم.
تركز برامج الكلية اليوم على الحج والمجتمع والدراسة والمصالحة. تستمر البرامج عادة لمدة 8 أو 10 أو 14 يومًا، وهي مفتوحة لرجال الدين والعلمانيين من جميع الطوائف وأي دين.
مجالات البرنامج الرئيسية لدورات SGCJ هي:
- الكتاب المقدس والأرض، بما في ذلك علم الآثار والتاريخ
- الحج والروحانية
- الأديان: الحوار اليهودي المسيحي الإسلامي
- اللاهوت السياقي الفلسطيني

## حرم الجامعة
تقع الكلية على أرض الكاتدرائية. ويقع في القدس الشرقية بالقرب من فندق أمريكان كولوني بالقدس ويبعد مسافة عشر دقائق سيراً على الأقدام عن البلدة القديمة في القدس. تحتوي المدرسة على مبنى مكون من ثلاثة طوابق يحتوي على غرف بحمامات داخلية قادرة على استيعاب ما يصل إلى 42 شخصًا. تعد المكتبة التي تحتوي على 21000 مجلد من أكبر مكتبات اللغة الإنجليزية في القدس.

## روابط خارجية
- موقع كلية سانت جورج
- مقطع تلفزيوني Lonely Planet من SGCJ